# Louis-Auguste Juvénal des Ursins d'Harville
Louis-Auguste Juvénal des Ursins d'Harville conte di Harville (23 aprile 1749 – 8 maggio 1815) è stato un nobile, militare e politico francese del tardo XVIII secolo.
Generale di divisione nelle guerre rivoluzionarie francesi e nelle guerre napoleoniche, fu presente alla battaglia di Jemappes il 6 novembre 1792 e guidò la Divisione della Riserva al successivo assedio di Namur.

## Famiglia
Le origini della sua famiglia si trovano nella Terza crociata. Il primo riferimento alla famiglia risale al 1191, quando si registra che un certo Simon de Harville si trovava nella città di Acri. Un altro Simon de Harville, forse diverso, è conosciuto dagli statuti come Simon de Harville, cavaliere, vissuto nel 1223. Intorno all'anno 1360, Pierre, figlio di Simon, si trasferì da Harville in Beauce a Les Bordes, oggi parte di La Celle-les-Bordes. Nell'anno 1383, Guillaume I de Harville era un falconiere di Luigi di Francia, conte di Valois, duca d'Orléans, fratello del re Carlo VI. Sposò Jeanne de Voise, ed ebbe dei figli.
Suo figlio, Guillaume II, scudiero, signore di Champhoudry e di Bordes, Echanson du Roi, costruì il castello di Bordes, che è ancora in piedi. Sposò Jeanne Le Brun nel 1397 e fu ucciso nella Battaglia di Azincourt nel 1415, insieme a suo cognato, Jacques Le Brun. Guillaume III de Harville era nato nel 1399. Sua madre ereditò il feudo di Palaiseau alla morte del fratello, ma passò al re inglese per diversi anni prima di essere restituito. Sposò, l'8 agosto 1436, Anne de Coustes, sorella di Louis de Coustes, che testimoniò al processo di Santa Giovanna d'Arco. Per essere uno dei pochi cavalieri dell'Île-de-France che rimase fedele al re Carlo VII di Francia, sarebbe stato elevato a barone nel 1436. Morì intorno al 1470.
Anne-Esprit de Harville, nipote di Guillaume III, fu colonnello del reggimento dei legionari di Normandia. Nel 1553 fu insignito dell'Ordine di San Michele. Suo figlio, Claude, cortigiano, consigliere e amico di Enrico IV costruì il castello di La Celle nel 1610. Combatté nella battaglia di Ivry e prese parte alla cattura di Corbeil nel 1590. Fu anche viceammiraglio della marina reale francese. È sepolto nella chiesa di Saint Martin a Palaiseau e c'è un suo ritratto nella sala da pranzo del castello da lui costruito.
Il nipote di Claude, François, divenne nel 1650 l'erede del suo prozio, François II Jouvenel des Ursins. Ebbe una prestigiosa carriera militare, raggiungendo il grado di Maresciallo di campo e incarichi come Gouverneur des ville et citadelle de Charleville et Mont-Olympe. Suo figlio, Esprit Jouvenel de Harville des Ursins, fu maresciallo di campo nel 1704, e nel 1710 divenne tenente generale delle armi del regno.
Suo nipote, Claude-Constant-Esprit Jouvenel des Ursins d'Harville, sposò nel 1744 Marie-Antoinette Goyon de Matignon, figlia di Thomas, figlio del celebre maresciallo di Francia, Charles-Auguste. Ebbe anche una brillante carriera militare. Fu capitano di cavalleria del reggimento Dauphin, prendendo parte alla battaglia di Fontenoy nel 1745, alla cattura dell'Elettorato di Hannover e alla successiva sconfitta francese nella battaglia di Minden nel 1759. Nel 1773 fondò la compagnia mineraria di carbone Compagnie des mines d'Aniche, che divenne una delle più importanti compagnie minerarie di Francia, fino a quando non fu nazionalizzata dal governo francese dopo la seconda guerra mondiale. Divenne Cavaliere Commendatore dell'Ordine di San Luigi e Cavaliere di Gran Croce nel 1781.

## Biografia
Louis-Auguste Juvénal des Ursins d'Harville iniziò la sua carriera militare molto giovane, secondo Vuillemin. Il 25 novembre 1766 fu nominato sottotenente del Corpo Reale dei Carabinieri. Si fece strada tra i ranghi, diventando maggiore della gendarmeria nel 1786, feldmaresciallo nel 1788 e tenente generale dell'esercito del nord nel 1792. Come membro di un'antica famiglia nobile francese risalente alla Terza crociata, entrò nella gendarmeria in giovane età. Suo padre era Claude II Constant-Esprit Juvénal des Ursins d'Harville, marchese di Traînel (1722–1794). Attraverso la sua quarta bisnonna, Catherine Jouvenel des Ursins, figlia di Christophe Jouvenel des Ursins e Madeleine de Luxembourg, era un discendente cognatico della Casa di Lussemburgo-Ligny, un ramo cadetto della Casa di Lussemburgo.
La nobiltà aveva un posto privilegiato nella società francese e molte posizioni politiche e militari erano tradizionalmente limitate a uomini di elevata nascita. Secondo un resoconto dell'epoca (che si trova nell'autobiografia di George Sand), il conte era stato un po' esitante nella battaglia di Jemappes mentre era al comando di Dumouriez. Sotto il regno di Napoleone, fu cavaliere d'onore (chevelier d'honneur), e primo scudiero (premier écuyer) e signore in attesa dell'imperatrice Giuseppina. Nel 1808, fu nominato Conte d'Empire, sebbene suo padre avesse ricevuto l'onore più alto, Honneur de la Cour una generazione prima.
Dopo la defezione di Dumouriez nell'aprile 1793, il conte divenne sospetto e fu arrestato su richiesta di Laurent Lecointre. Il 15 aprile 1793 fu portato davanti al Tribunale rivoluzionario, accusato di essere coinvolto nella defezione del Generale in Capo. Deferito al Comitato di salute pubblica, il Conte di Harville fu accusato da Robert e difeso da Guillemardet e Camille Desmoulins, che ne ottennero la libertà.
Louis-Auguste viaggiò molto per tutta la vita, andando nel Regno di Württemberg, ad Aquisgrana, in Italia e a Monaco di Baviera. Fu senatore del Primo Impero francese. Votò per la deposizione di Napoleone e in seguito sostenne la restaurazione borbonica, e il 4 giugno 1814 divenne Pari di Francia.

## Matrimonio e famiglia
Il 6 maggio 1766 sposò Marie-Henriette-Augustine-Renée d'Alpozzo, marchesa de La Trousse (1748–19 gennaio 1836), figlia di Monsieur del Pozzo, marchese de La Trousse. Nel 1778 ottennero una séparation de biens (separazione dei beni), ma rimasero comunque in buoni rapporti. Nell'autobiografia di George Sand, si dice che fosse entrato in una profonda depressione durante la fine degli anni 1790, che potrebbe essere il risultato della sua prigionia o della morte di due persone a lui vicine: sua zia, Elisabeth-Louise, e suo cognato, Jean-René Henri de Chasteigner, entrambi giustiziati con la ghigliottina nel luglio 1794.

## Collegamento al Lussemburgo
Come affermato sopra, il generale discendeva da una linea cadetta della Casa di Lussemburgo, attraverso Madeleine, figlia di Antonio II, e sua figlia, Caterina, che sposò Claude de Harville (1555-1636). La linea agnatica del ramo cadetto di Brienne si estinse nel 1616 e i diritti della Casa di Lussemburgo sarebbero passati in modo cognatico attraverso Madeleine a suo figlio, François II Jouvenel des Ursins (morto nel 1650), formando così un altro ramo cadetto.  Tuttavia non lasciò eredi, e i diritti passarono poi, ancora una volta, collateralmente attraverso sua sorella, poi ad Antoine (che potrebbe essere stato chiamato così da Antonio II) o a Francesco, che adottò le armi e ricevette i titoli di suo prozio.

## Stemma
|  |

|  |